# Юный натуралист (журнал)
«Юный натуралист» — ежемесячный советский и российский научно-популярный журнал для школьников о живой природе, затрагивающий вопросы природоведения, биологии и экологии.

## История
Основан в 1928 году по инициативе директора московской станции «юннатов» Б. В. Всесвятского, в июле того же года вышел первый номер журнала, выходившего под названием «Листки Биостанции юных натуралистов».
С 1942 по 1955 год журнал не издавался.
В некоторые годы тираж журнала достигал почти 4 млн экземпляров.
Среди заявленных целей издания — воспитать у детей и подростков любовь к Родине и природе, дать ему в интересной, увлекательной форме знания по биологии и экологии. В журнал можно присылать свои рисунки, стихи. Существовал конкурс юных натуралистов.
В журнале публиковали свои статьи М. М. Пришвин, В. К. Арсеньев, К. Г. Паустовский, В. В. Бианки, В. В. Чаплина, В. П. Астафьев, В. А. Солоухин, И. И. Акимушкин и другие писатели, И. В. Мичурин, К. А. Тимирязев, В. А. Обручев, П. А. Мантейфель, Н. Н. Плавильщиков, В. К. Рахилин и другие учёные и популяризаторы науки.
Постоянные рубрики — «Сто друзей ста мастей», «Тайны морей и океанов», «Лесная газета», «На коне — через века», «Страницы Красной книги», «Записки натуралиста», «Сделай сам», «Законы птичьей стаи», «Советы айболита», «Клуб почемучек», «Листая Брема», «Хоровод лепестков».
Журнал распространяется по подписке (цена одного номера составляет 1353 рубля).

### Главные редакторы
- 1928—1941 Б. В. Всесвятский

- Старченко, Николай Николаевич
- Рогожкин, Анатолий Григорьевич[4]

## Награды
- 1978 — Орден «Знак Почёта».